# Perú en la clasificación de Conmebol para la Copa Mundial de Fútbol de 2026
La selección de fútbol de Perú es uno de los diez equipos nacionales que participan en la clasificación de Conmebol para la Copa Mundial de Fútbol, en la que se definen los representantes de Conmebol para la Copa Mundial de Fútbol de 2026 que se desarrollará en Canadá, Estados Unidos y México.
La etapa preliminar —también denominada eliminatorias— se juega en América del Sur desde septiembre de 2023 hasta septiembre de 2025 en encuentros de ida y vuelta.

## Sistema de juego
El sistema de juego de las eliminatorias consiste por octava ocasión consecutiva, en enfrentamientos de ida y vuelta todos contra todos, con un total 18 jornadas.
Tras haber sorteado el orden de los partidos en la edición anterior en la Ciudad de Luque, Paraguay, el 17 de diciembre de 2019, la Conmebol decidió repetir el calendario de partidos para estas clasificatorias.
Para el mundial 2026 se aumentó la cantidad de equipos participantes de 32 a 48, esto también aumentó los cupos para Conmebol, así los primeros seis puestos accederán de manera directa a la Copa Mundial de Fútbol de 2026. La selección que logre el séptimo puesto disputará un torneo de repesca ante equipos nacionales de otras confederaciones.

## Sede
| Ciudad              | Estadio           |
| ------------------- | ----------------- |
| Lima                | Nacional del Perú |
|                     |                   |
| 50 000 espectadores |                   |
| Lima                | Monumental        |
|                     |                   |
| 80 093 espectadores |                   |

## Uniformes
| Titular 2023 | Alternativa 2023 | Titular 2024 | Alternativa 2024 |

## Tabla de posiciones
| Pos. | Selección | Pts. | PJ | G  | E | P  | GF | GC | Dif. |
| ---- | --------- | ---- | -- | -- | - | -- | -- | -- | ---- |
| 1.   | Argentina | 35   | 16 | 11 | 2 | 3  | 28 | 9  | +19  |
| 2.   | Ecuador   | 25   | 16 | 7  | 7 | 2  | 13 | 5  | +8   |
| 3.   | Brasil    | 25   | 16 | 7  | 4 | 5  | 21 | 16 | +5   |
| 4.   | Uruguay   | 24   | 16 | 6  | 6 | 4  | 19 | 12 | +7   |
| 5.   | Paraguay  | 24   | 16 | 6  | 6 | 4  | 13 | 10 | +3   |
| 6.   | Colombia  | 22   | 16 | 5  | 7 | 4  | 19 | 15 | +4   |
| 7.   | Venezuela | 18   | 16 | 4  | 6 | 6  | 15 | 19 | –4   |
| 8.   | Bolivia   | 17   | 16 | 5  | 2 | 9  | 16 | 32 | –16  |
| 9.   | Perú      | 12   | 16 | 2  | 6 | 8  | 6  | 17 | –11  |
| 10.  | Chile     | 10   | 16 | 2  | 4 | 10 | 9  | 24 | –15  |

| L\V                  | Bandera de Argentina | Bandera de Bolivia | Bandera de Brasil | Bandera de Chile | Bandera de Colombia | Bandera de Ecuador | Bandera de Paraguay | Bandera de Perú | Bandera de Uruguay | Bandera de Venezuela |
| Bandera de Argentina |                      | 6:0                | 4:1               | 3:0              | 1:1                 | 1:0                | 1:0                 | 1:0             | 0:2                | :                    |
| Bandera de Bolivia   | 0:3                  |                    | :                 | 2:0              | 1:0                 | 1:2                | 2:2                 | 2:0             | 0:0                | 4:0                  |
| Bandera de Brasil    | 0:1                  | 5:1                |                   | :                | 2:1                 | 1:0                | 1:0                 | 4:0             | 1:1                | 1:1                  |
| Bandera de Chile     | 0:1                  | 1:2                | 1:2               |                  | 0:0                 | 0:0                | 0:0                 | 2:0             | :                  | 4:2                  |
| Bandera de Colombia  | 2:1                  | :                  | 2:1               | 4:0              |                     | 0:1                | 2:2                 | 0:0             | 2:2                | 1:0                  |
| Bandera de Ecuador   | :                    | 4:0                | 0:0               | 1:0              | 0:0                 |                    | 0:0                 | 1:0             | 2:1                | 2:1                  |
| Bandera de Paraguay  | 2:1                  | 1:0                | 1:0               | 1:0              | 0:1                 | :                  |                     | 0:0             | 2:0                | 2:1                  |
| Bandera de Perú      | 0:2                  | 3:1                | 0:1               | 0:0              | 1:1                 | 0:0                | :                   |                 | 1:0                | 1:1                  |
| Bandera de Uruguay   | 0:1                  | 3:0                | 2:0               | 3:1              | 3:2                 | 0:0                | 0:0                 | :               |                    | 2:0                  |
| Bandera de Venezuela | 1:1                  | 2:0                | 1:1               | 3:0              | :                   | 0:0                | 1:0                 | 1:0             | 0:0                |                      |

|  | Clasifican a la Copa Mundial de Fútbol de 2026.  |
|  | Clasifica al Torneo de Repesca Intercontinental. |

### Evolución de posiciones
| País / Fecha | 1   | 2   | 3   | 4   | 5    | 6    | 7    | 8    | 9   | 10  | 11  | 12   | 13  | 14  | 15  | 16  | 17  | 18  |
| ------------ | --- | --- | --- | --- | ---- | ---- | ---- | ---- | --- | --- | --- | ---- | --- | --- | --- | --- | --- | --- |
| Perú         | 6.° | 7.° | 9.° | 9.° | 10.° | 10.° | 10.° | 10.° | 9.° | 9.° | 9.° | 10.° | 9.° | 9.° | 9.° | 9.° | ?.° | ?.° |
| Resultado    | E   | P   | P   | P   | P    | E    | E    | P    | G   | P   | E   | P    | G   | P   | E   | E   | –   | –   |

### Puntos obtenidos contra cada selección durante las eliminatorias
| vs.       | Bandera de Argentina | Bandera de Bolivia | Bandera de Brasil | Bandera de Chile | Bandera de Colombia | Bandera de Ecuador | Bandera de Paraguay | Bandera de Uruguay | Bandera de Venezuela | Total |
| --------- | -------------------- | ------------------ | ----------------- | ---------------- | ------------------- | ------------------ | ------------------- | ------------------ | -------------------- | ----- |
| Local     | 0                    | 3                  | 0                 | 1                | 1                   | 1                  | –                   | 3                  | 1                    | 10    |
| Visitante | 0                    | 0                  | 0                 | 0                | 1                   | 0                  | 1                   | –                  | 0                    | 2     |
| Total     | 0                    | 3                  | 0                 | 1                | 2                   | 1                  | 1                   | 3                  | 1                    | 12    |

## Partidos

### Primera vuelta
| 7 de septiembre de 2023 | Paraguay | 0:0     | Perú | Estadio Antonio Aranda, Ciudad del Este                                         |                                                                                 |
| 18:30 (UTC-4)           |          | Reporte |      | Asistencia: 16 211 espectadores Árbitro(s): Andrés Matonte VAR: Leodán González | Asistencia: 16 211 espectadores Árbitro(s): Andrés Matonte VAR: Leodán González |

| 12 de septiembre de 2023 | Perú | 0:1 (0:0) | Brasil         | Estadio Nacional, Lima                                                             |                                                                                    |
| 21:00 (UTC-5)            |      | Reporte   | Marquinhos 90' | Asistencia: 36 328 espectadores Árbitro(s): Fernando Rapallini VAR: Germán Delfino | Asistencia: 36 328 espectadores Árbitro(s): Fernando Rapallini VAR: Germán Delfino |

| 12 de octubre de 2023 | Chile                      | 2:0 (0:0) | Perú | Estadio Monumental, Santiago                                                |                                                                             |
| 21:00 (UTC-3)         | - Valdés 74' - Núñez 90+1' | Reporte   |      | Asistencia: 36 847 espectadores Árbitro(s): Wilmar Roldán VAR: Jhon Perdomo | Asistencia: 36 847 espectadores Árbitro(s): Wilmar Roldán VAR: Jhon Perdomo |

| 17 de octubre de 2023 | Perú | 0:2 (0:2) | Argentina      | Estadio Nacional, Lima                                                          |                                                                                 |
| 21:00 (UTC-5)         |      | Reporte   | Messi 31', 41' | Asistencia: 37 675 espectadores Árbitro(s): Jesús Valenzuela VAR: Nicolás Gallo | Asistencia: 37 675 espectadores Árbitro(s): Jesús Valenzuela VAR: Nicolás Gallo |

| 16 de noviembre de 2023 | Bolivia                     | 2:0 (1:0) | Perú | Estadio Hernando Siles, La Paz                                                  |                                                                                 |
| 16:00 (UTC-4)           | - H. Vaca 20' - R. Vaca 87' | Reporte   |      | Asistencia: 28 000 espectadores Árbitro(s): Guillermo Guerrero VAR: Carlos Orbe | Asistencia: 28 000 espectadores Árbitro(s): Guillermo Guerrero VAR: Carlos Orbe |

| 21 de noviembre de 2023 | Perú      | 1:1 (1:0) | Venezuela    | Estadio Nacional, Lima                                                      |                                                                             |
| 21:00 (UTC-5)           | Yotún 17' | Reporte   | Savarino 54' | Asistencia: 27 323 espectadores Árbitro(s): Darío Herrera VAR: Jorge Baliño | Asistencia: 27 323 espectadores Árbitro(s): Darío Herrera VAR: Jorge Baliño |

| 6 de septiembre de 2024 | Perú        | 1:1 (0:0) | Colombia | Estadio Nacional, Lima                               |                                                      |
| 20:30 (UTC-5)           | Callens 68' | Reporte   | Díaz 82' | Árbitro(s): Esteban Ostojich VAR: Christian Ferreyra | Árbitro(s): Esteban Ostojich VAR: Christian Ferreyra |

| 10 de septiembre de 2024 | Ecuador      | 1:0 (0:0) | Perú | Estadio Rodrigo Paz Delgado, Quito         |                                            |
| 16:00 (UTC-5)            | Valencia 54' | Reporte   |      | Árbitro(s): Andrés Rojas VAR: Jhon Perdomo | Árbitro(s): Andrés Rojas VAR: Jhon Perdomo |

| 11 de octubre de 2024 | Perú       | 1:0 (0:0) | Uruguay | Estadio Nacional, Lima                        |                                               |
| 20:30 (UTC-5)         | Araujo 88' | Reporte   |         | Árbitro(s): Facundo Tello VAR: Germán Delfino | Árbitro(s): Facundo Tello VAR: Germán Delfino |

### Segunda vuelta
| 15 de octubre de 2024 | Brasil                                                                      | 4:0 (1:0) | Perú | Estadio Mané Garrincha, Brasilia                                                  |                                                                                   |
| 21:45 (UTC-3)         | - Raphinha 38' (pen.), 54' (pen.) - Andreas Pereira 71' - Luiz Henrique 74' | Reporte   |      | Asistencia: 60 139 espectadores Árbitro(s): Esteban Ostojich VAR: Leodán González | Asistencia: 60 139 espectadores Árbitro(s): Esteban Ostojich VAR: Leodán González |

| 15 de noviembre de 2024 | Perú | 0:0          | Chile | Estadio Monumental, Lima                                                     |                                                                              |
| 20:30 (UTC-5) |      | FIFA Reporte |       | Asistencia: 47 122 espectadores Árbitro(s): Wilton Sampaio VAR: Wagner Reway | Asistencia: 47 122 espectadores Árbitro(s): Wilton Sampaio VAR: Wagner Reway |
| Originalmente el partido estaba planeado para jugarse en el estadio Nacional en la misma ciudad, pero la sede fue cambiada al estadio Monumental por motivos de seguridad por la reunión de la APEC 2024 que se realizó en Perú. |      |              |       |                                                                              |                                                                              |

| 19 de noviembre de 2024 | Argentina       | 1:0 (0:0) | Perú | Estadio La Bombonera, Buenos Aires                                         |                                                                            |
| 21:00 (UTC-3) | L. Martínez 55' | Reporte   |      | Asistencia: 52 000 espectadores Árbitro(s): Wilmar Roldán VAR: Yadir Acuña | Asistencia: 52 000 espectadores Árbitro(s): Wilmar Roldán VAR: Yadir Acuña |
| Originalmente el partido estaba planeado para jugarse en el estadio Monumental en la misma ciudad de Buenos Aires, pero la sede fue cambiada a La Bombonera porque el anterior inmueble fue designado como sede para la final de la Copa Libertadores 2024 y debe terminar los preparativos para dicho evento. |                 |           |      |                                                                            |                                                                            |

| 20 de marzo de 2025 | Perú                                   | 3:1 (2:0) | Bolivia             | Estadio Nacional, Lima                            |                                                   |
| 20:30 (UTC-5)       | - Polo 37' - Guerrero 45' - Flores 82' | Reporte   | Terceros 58' (pen.) | Árbitro(s): Yael Falcón Pérez VAR: Germán Delfino | Árbitro(s): Yael Falcón Pérez VAR: Germán Delfino |

| 25 de marzo de 2025 | Venezuela         | 1:0 (1:0) | Perú | Estadio Monumental, Maturín                                               |                                                                           |
| 20:00 (UTC-4)       | Rondón 41' (pen.) | Reporte   |      | Asistencia: 33 683 espectadores Árbitro(s): Cristián Garay VAR: Juan Lara | Asistencia: 33 683 espectadores Árbitro(s): Cristián Garay VAR: Juan Lara |

| 6 de junio de 2025 | Colombia | 0:0     | Perú | Estadio Metropolitano, Barranquilla          |                                              |
| 15:30 (UTC-5)      |          | Reporte |      | Árbitro(s): Wilton Sampaio VAR: Wagner Reway | Árbitro(s): Wilton Sampaio VAR: Wagner Reway |

| 10 de junio de 2025 | Perú | 0:0     | Ecuador | Estadio Nacional, Lima                      |                                             |
| 20:30 (UTC-5)       |      | Reporte |         | Árbitro(s): Andrés Rojas VAR: Heider Castro | Árbitro(s): Andrés Rojas VAR: Heider Castro |

| septiembre de 2025 | Uruguay | vs. | Perú |  |  |

| septiembre de 2025 | Perú | vs. | Paraguay |  |  |

## Estadísticas

### Generales
| 12 | 16 | 2 | 6 | 8 | 6 | 17 | -11 |

| 10 | 8 | 2 | 4 | 2 | 6 | 6 | 0 |

| 2 | 8 | 0 | 2 | 6 | 0 | 11 | -11 |

### Goleadores
| N.°   | Jugador           | Goles | PJ | Prom. | Jugada | Cabeza | Tiro libre | Penal |
| ----- | ----------------- | ----- | -- | ----- | ------ | ------ | ---------- | ----- |
| 1     | Yoshimar Yotún    | 1     | 6  | 0.17  | 0      | 1      | 0          | 0     |
| 2     | Miguel Araujo     | 1     | 7  | 0.14  | 0      | 1      | 0          | 0     |
| 3     | Alexander Callens | 1     | 8  | 0.13  | 1      | 0      | 0          | 0     |
| 4     | Edison Flores     | 1     | 9  | 0.11  | 1      | 0      | 0          | 0     |
| 5     | Paolo Guerrero    | 1     | 11 | 0.09  | 1      | 0      | 0          | 0     |
| 6     | Andy Polo         | 1     | 12 | 0.08  | 1      | 0      | 0          | 0     |
| -     | Por definir       | 0     | 0  | 0.0   | 0      | 0      | 0          | 0     |
|       | En propia puerta  | 0     | 0  | 0.0   | 0      | 0      | 0          | 0     |
| Total | Total             | 6     | 15 | 0.4   | 4      | 2      | 0          | 0     |

### Asistencias
| N.°   | Jugador       | Asistencias | Jugada | Cabeza | Tiro libre | Saque de esquina |
| ----- | ------------- | ----------- | ------ | ------ | ---------- | ---------------- |
| 1     | Joao Grimaldo | 1           | 1      | 0      | 0          | 0                |
| 1     | Álex Valera   | 1           | 1      | 0      | 0          | 0                |
| 1     | Piero Quispe  | 1           | 1      | 0      | 0          | 0                |
| 1     | Andy Polo     | 1           | 1      | 0      | 0          | 0                |
| 1     | Bryan Reyna   | 1           | 1      | 0      | 0          | 0                |
| Total | Total         | 5           | 5      | 0      | 0          | 0                |

## Jugadores
| Pedro Gallese               | Portero       | 35 años | Orlando City              |  |  |
| Carlos Cáceda (Suplente)    | Portero       | 33 años | F. B. C. Melgar           |  |  |
| Diego Romero (Suplente)     | Portero       | 23 años | Banfield                  |  |  |
| Renato Solís (Suplente)     | Portero       | 25 años | Sporting Cristal          |  |  |
| Diego Enríquez (Suplente)   | Portero       | 23 años | Sporting Cristal          |  |  |
| Alejandro Duarte (Suplente) | Portero       | 29 años | Sporting Cristal          |  |  |
| Luis Advíncula              | Defensa       | 35 años | Boca Juniors              |  |  |
| Aldo Corzo                  | Defensa       | 35 años | Universitario de Deportes |  |  |
| Miguel Trauco               | Defensa       | 32 años | Alianza Lima              |  |  |
| Marcos López                | Defensa       | 25 años | FC Copenhague             |  |  |
| Carlos Augusto Zambrano     | Defensa       | 35 años | Alianza Lima              |  |  |
| Anderson Santamaría         | Defensa       | 31 años | Santos Laguna             |  |  |
| Miguel Araujo               | Defensa       | 30 años | Portland Timbers          |  |  |
| Alexander Callens           | Defensa       | 31 años | AEK Atenas                |  |  |
| Luis Abram                  | Defensa       | 29 años | Atlanta United            |  |  |
| Nilson Loyola               | Defensa       | 28 años | Universidad César Vallejo |  |  |
| Jhilmar Lora                | Defensa       | 22 años | Sporting Cristal          |  |  |
| Erick Noriega               | Defensa       | 23 años | Alianza Lima              |  |  |
| Renzo Garcés                | Defensa       | 28 años | Alianza Lima              |  |  |
| Óliver Sonne                | Defensa       | 24 años | Burnley F. C.             |  |  |
| Carlos Ascues               | Defensa       | 31 años | Universidad César Vallejo |  |  |
| Renato Tapia                | Mediocampista | 29 años | CD Leganés                |  |  |
| Wilder Cartagena            | Mediocampista | 29 años | Orlando City              |  |  |
| Yoshimar Yotún              | Mediocampista | 33 años | Sporting Cristal          |  |  |
| Pedro Aquino                | Mediocampista | 29 años | Santos Laguna             |  |  |
| Sergio Peña                 | Mediocampista | 29 años | PAOK                      |  |  |
| Christofer Gonzales         | Mediocampista | 31 años | Sporting Cristal          |  |  |
| Catriel Cabellos            | Mediocampista | 20 años | Sporting Cristal          |  |  |
| Piero Quispe                | Mediocampista | 23 años | Pumas de la UNAM          |  |  |
| Jesús Castillo              | Mediocampista | 23 años | Gil Vicente               |  |  |
| Bryan Reyna                 | Mediocampista | 26 años | CA Belgrano               |  |  |
| Jairo Concha                | Mediocampista | 24 años | Universitario de Deportes |  |  |
| Jorge Murrugarra            | Mediocampista | 27 años | Universitario de Deportes |  |  |
| Horacio Calcaterra          | Mediocampista | 35 años | Universitario de Deportes |  |  |
| Jean Pierre Archimbaud      | Mediocampista | 30 años | Alianza Lima              |  |  |
| Edison Flores               | Mediocampista | 30 años | Universitario de Deportes |  |  |
| Alexis Arias                | Mediocampista | 27 años | F. B. C. Melgar           |  |  |
| Walter Tandazo              | Mediocampista | 23 años | F. B. C. Melgar           |  |  |
| André Carrillo              | Delantero     | 33 años | SC Corinthians            |  |  |
| Jostin Alarcón              | Delantero     | 21 años | Sporting Cristal          |  |  |
| Paolo Guerrero              | Delantero     | 41 años | Alianza Lima              |  |  |
| Raúl Ruidíaz                | Delantero     | 33 años | Atlético Grau             |  |  |
| Gianluca Lapadula           | Delantero     | 35 años | Spezia Calcio             |  |  |
| Alex Valera                 | Delantero     | 27 años | Universitario de Deportes |  |  |
| Andy Polo                   | Delantero     | 30 años | Universitario de Deportes |  |  |
| Joao Grimaldo               | Delantero     | 20 años | Riga FC                   |  |  |
| Santiago Ormeño             | Delantero     | 29 años | Qingdao Hainiu            |  |  |
| Maxloren Castro             | Delantero     | 16 años | Sporting Cristal          |  |  |
| José Rivera                 | Delantero     | 27 años | Universitario de Deportes |  |  |
| Yordy Reyna                 | Delantero     | 30 años | Rodina Moscú              |  |  |
| Franco Zanelatto            | Delantero     | 23 años | OFI Creta                 |  |  |
| Jhamir D'Arrigo             | Delantero     | 24 años | Alianza Lima              |  |  |
| Fabrizio Roca               | Delantero     | 21 años | Sport Boys                |  |  |
| Matías Succar               | Delantero     | 24 años | Alianza Lima              |  |  |
| Luis Ramos                  | Delantero     | 25 años | América de Cali           |  |  |
| Kenji Cabrera               | Delantero     | 22 años | F. B. C. Melgar           |  |  |
| Kevin Quevedo               | Delantero     | 28 años | Alianza Lima              |  |  |
|                             |               |         |                           |  |  |